# Мюнхенский хеллес
Мюнхенский хеллес (нем. Münchner Helles, букв. «мюнхенское светлое») или Хелль (нем. Hell) — светлое баварское пиво низового брожения, разновидность светлого лагера от светло-соломенного до светло-золотистого цвета с характерным солодовым вкусом и лёгкой хмелевой горечью.

## История
Впервые был произведён 21 марта 1895 года в Мюнхене на пивоварне Spaten известным пивоваром Габриелем Зеделмайером (Gabriel Sedlmayr) с целью составить конкуренцию пиву типа пильзнер. В этот день из Мюнхена в Гамбург была отправлена первая партия бочек «мюнхенского светлого». 20 июня 1895 г. новый мюнхенский лагер начал продаваться в бутылках и бочках в Мюнхене. С тех пор этот сорт пива стал одним из самых популярных в Германии. На родине Баварии он успешно конкурирует с пильзнером и составляет 25 % рынка продажи пива, уступая по популярности только пшеничному пиву, которое имеет долю рынка 33 %.

## Этимология
В зависимости от пивоваренного завода-производителя, это пиво поставляется с разными названиями на этикетке. В качестве синонимов в Германии используются обозначения Hell, Helles Export, Helles Lager(bier), Export Helles, Urhelles, Urtyp-Helles, Edelhelles, Spezial Helles. Если пиво называется Urhell или Urtyp Helles, пивоварня пытается подчеркнуть подлинность напитка (ur означает «оригинальное», а urtyp — «оригинальный вид»). Spezial Helles — сезонное пиво, а Edelhell (благородный хеллес) напоминает о благородных сортах используемого хмеля. В англоязычных странах встречается с названиями «Munich Original Lager» и «Munich Light».

## Характеристики
Пиво в стиле хеллес обычно плотное, в меру сладкое, светлого цвета, с небольшой горечью. Пиво получается прозрачным благодаря фильтрации перед розливом, хотя некоторые рестораны и пивоварни предлагают нефильтрованную версию. Мюнхенский хеллес — это жёлтое пиво, сваренное методом холодного брожения с использованием лагерных дрожжей, таких как Saccharomyces pastorianus, горького хмеля, например, сорта Hallertau, и алкоголем от 4,5 до 6 % по объёму. Хеллес имеет менее выраженный хмелевой аромат, чем пиво пильзнер.